# Elitserien i bandy
Elitserien i bandy er den øverste bandy-række i Sverige. Ligaen blev grundlagt i 2007.